# كوستا
كوستا (18 نوفمبر 1973 ببراغا في البرتغال - ) (بالبرتغالية: João Carlos Rodrigues da Costa‏) هو لاعب كرة قدم برتغالي في مركز الوسط. لعب مع نادي بورتو.

## وصلات خارجية
- كوستا على موقع قاعدة بيانات كرة القدم.إي يو (الإنجليزية)